# Aszer Chasin
Aszer Chasin (hebr.: אשר חסין, ang.: Asher Hassin, ur. 7 lipca 1918 w Casablance, zm. 27 marca 1995) – izraelski nauczyciel, dziennikarz i polityk, w latach 1959–1969 poseł do Knesetu z list Mapai i Koalicji Pracy.

## Życiorys
Urodził się 7 lipca 1918 w Casablance w ówczesnym francuskim Maroko. Ukończył seminarium nauczycielskie, był liderem Federacji Syjonistycznej w Maroku, a także przewodniczącym kilku innych organizacji marokańskich Żydów oraz redaktorem gazety „Ha-Awiw”.
W 1948 roku wyemigrował do Izraela. W wyborach parlamentarnych w 1959 po raz pierwszy dostał się do izraelskiego parlamentu z listy Mapai. Zasiadał w Knesetach IV, V i VI kadencji, przy czym w tej ostatniej kadencji z listy Koalicji Pracy.
Zmarł 27 marca 1995.